# Olivier Patience
Olivier Patience (* 25. März 1980 in Évreux) ist ein ehemaliger französischer Tennisspieler.

## Karriere
Olivier Patience begann als Vierjähriger mit dem Tennis und spielte mit 18 Jahren seine ersten Profi-Turniere auf der ITF Future Tour. Bereits im Folgejahr konnte er jeweils zwei Einzel- und Doppeltitel auf der Future Tour gewinnen. Auf der ATP Challenger Tour trat er ab der Saison 2000 regelmäßig in Erscheinung und erreichte in diesem Jahr sowohl im Einzel als auch im Doppel ein Finale. Gleich bei seinem Grand Slam Debüt bei den French Open schaffte er seinen ersten Sieg. Gemeinsam mit Jean-René Lisnard setzten sie sich gegen das gesetzte Duo Justin Gimelstob und Mark Knowles durch, bevor sie in der zweiten Runde ausschieden.
2002 qualifizierte er sich für das Einzelfeld der Australian Open und traf in der ersten Runde auf den Ungarn Attila Sávolt, dem er in fünf Sätzen unterlag. Im Mai desselben Jahres gewann er als Qualifikant seinen ersten Challengertitel in Prag. Auf seinem Weg ins Finale schlug er unter anderem Tomáš Berdych und besiegte im Endspiel Todd Larkham in drei Sätzen. Bei den French Open erhielt er mit Julien Varlet eine Wildcard für das Doppel, wo sie ihr Erstrundenmatch gegen Bob und Mike Bryan verloren. Sein Auftritt in Chennai endete ebenfalls mit einer Erstrundenniederlage. Im folgenden Jahr gewann Patience seinen zweiten Einzeltitel auf der Challenger Tour. In Manerbio setzte er sich im Finale in drei Sätzen gegen Martín Vassallo Argüello durch. Ende des Jahres stand er auf Rang 223 der Weltrangliste.
Nachdem das Jahr 2003 für den Franzosen mit dem erneuten Challenger-Turniersieg in Manerbio und Platz 165 am Jahresende ganz passabel lief, begann auch das Jahr 2004 für Patience recht erfolgreich bei den Australian Open. Nach überstandener Qualifikation traf er in der ersten Runde auf Igor Andrejew, gegen den er einen Zweisatzrückstand drehen konnte und in fünf Sätzen gewann. Durch einen Sieg gegen Nikolai Dawydenko zog er in die dritte Runde ein, die er gegen James Blake verlor. In Estoril, Barcelona und London gelang ihm jeweils der Einzug in die dritte Runde. Bei den French Open siegte er in seinem Auftaktmatch, verlor aber seine Zweitrundenbegegnung gegen den Lucky Loser Lee Hyung-taik. Durch diese Erfolge erreichte er im Juni mit dem 87. Rang seine beste Platzierung in der Weltrangliste. Das einzige Mal in seiner Karriere stand er in diesem Jahr im Hauptfeld aller Grand-Slam-Turniere. In der zweiten Jahreshälfte kam Patience auf der ATP Tour nicht mehr über die zweite Runde hinaus, auch auf Challenger Ebene erreichte er nur noch ein Viertelfinale.
Im folgenden Jahr gewann Patience zwei Einzel- und einen Doppeltitel auf der Challenger Tour. Im Einzel setzte er sich in Saint-Brieuc gegen Victor Ioniță und in Rom gegen Florent Serra durch. Seinen einzigen Doppeltitel feierte er gemeinsam mit Nicolas Devilder in Monza. Auf der ATP Tour lief es für ihn weniger erfolgreich, er kam in keinem Turnier über die zweite Runde hinaus. Am Jahresende schaffte Patience zum dritten Mal in diesem Jahr den Einzug in ein Challengerfinale. In Doha spielte er am Neujahrstag gegen seinen Landsmann Julien Benneteau und gewann in drei Sätzen. Dieser Sieg war der Beginn seines erfolgreichsten Jahres auf Challenger-Ebene, indem er insgesamt noch drei Titel feiern konnte (in Sanremo, Lugano und Reggio nell’Emilia). Auch auf der ATP Tour gelangen ihm wieder Siege, so konnte er in Costa do Sauípe bis ins Halbfinale vorstoßen, das er gegen Alberto Martín verlor. Im Anschluss daran setzte es allerdings sowohl bei Grand Slams als auch bei ATP-Tour-Turnieren nur noch Erstrundenniederlagen, sodass er am Jahresende aus den Top 100 fiel.
Nach einer erneuten Erstrundenniederlage bei den Australian Open zu Beginn des Jahres 2007, gelang Patience eine kleine Überraschung mit dem Einzug in die dritte Runde der French Open, bei denen er durch eine Wildcard starten konnte. Dort scheiterte er in fünf knappen Sätzen an Novak Đoković. Auf der Challenger Tour verteidigte er kurz darauf seinen Titel in Reggio nell’Emilia und feierte seinen zehnten Challengertitel. Nach weiteren Erst- und Zweitrundenniederlagen gelang Patience in Brașov am Jahresende noch einmal der Einzug in ein Challengerfinale, das er jedoch verlor. Das Jahr 2008 begann für ihn mit weiteren frühen Niederlagen bei Turnieren. Nur auf Challenger-Ebene gelang ihm mehr als ein Sieg in Folge im Hauptfeld eines Turniers. Dies führte dazu, dass Patience fast aus den Top 200 der Welt gefallen wäre. Erst durch seinen letzten Titelerfolg auf der Challenger Tour in Tscherkassy konnte er den Abstieg stoppen und beendete das Jahr auf dem 141. Rang.
In den darauf folgenden Jahren konnte Patience keine größeren Erfolge mehr feiern. Auf der ATP World Tour stand er 2009 in Acapulco und Indian Wells im Hauptfeld des Einzels, verlor aber jeweils seine Auftaktpartie. Auch auf der Challenger Tour kam er nicht mehr über das Halbfinale hinaus. Dies führte dazu, dass Patience aus den Top 200 der Welt fiel und ab der Saison 2010 wieder Turniere auf der Future Tour spielen musste. Ihm gelang noch die Qualifikation für die French Open und in Umag, er konnte aber kein Hauptrundenmatch gewinnen. Im Jahr darauf erhielt er für die French Open mit Nicolas Devilder eine Wildcard für den Doppelbewerb, scheiterte jedoch erneut in der ersten Runde. Sein letztes Turnier bestritt Patience im August 2012 auf der Future Tour, auf der er im Laufe seiner Karriere jeweils sechs Einzel- und Doppeltitel gewann.
Patience spielte in der Tennis-Bundesliga unter anderem für Halle, Nürnberg und Reutlingen, sowie in der 2. Tennis-Bundesliga für Espelkamp-Mittwald.

## Erfolge
| Legende (Anzahl der Siege)  |
| Grand Slam                  |
| ATP World Tour Finals       |
| ATP World Tour Masters 1000 |
| ATP World Tour 500          |
| ATP World Tour 250          |
| ATP Challenger Tour (11)    |

### Einzel

#### Turniersiege
| Nr. | Datum             | Turnier                | Belag     | Finalgegner              | Ergebnis        |
| --- | ----------------- | ---------------------- | --------- | ------------------------ | --------------- |
| 1.  | 19. Mai 2002      | Prag                   | Sand      | Todd Larkham             | 4:6, 7:5, 6:3   |
| 2.  | 24. August 2003   | Manerbio               | Sand      | Martín Vassallo Argüello | 3:6, 6:3, 7:63  |
| 3.  | 3. April 2005     | Saint-Brieuc           | Sand (i)  | Victor Ioniță            | 6:0, 6:2        |
| 4.  | 1. Mai 2005       | Rom                    | Sand      | Florent Serra            | 7:64, 7:5       |
| 5.  | 1. Januar 2006    | Doha                   | Hartplatz | Julien Benneteau         | 2:6, 6:4, 7:65  |
| 6.  | 21. Mai 2006      | Sanremo                | Sand      | Stefano Galvani          | 6:2, 4:6, 7:68  |
| 7.  | 18. Juni 2006     | Lugano                 | Sand      | Guillermo García López   | 6:4, 6:1        |
| 8.  | 9. Juli 2006      | Reggio nell’Emilia (1) | Sand      | Sergio Roitman           | 6:4, 5:7, 6:2   |
| 9.  | 8. Juli 2007      | Reggio nell’Emilia (2) | Sand      | Félix Mantilla           | 6:76, 6:1, 7:66 |
| 10. | 7. September 2008 | Tscherkassy            | Sand      | Denis Istomin            | 6:2, 6:0        |

### Doppel

#### Turniersiege
| Nr. | Datum          | Turnier | Belag | Partner          | Finalgegner                 | Ergebnis |
| --- | -------------- | ------- | ----- | ---------------- | --------------------------- | -------- |
| 1.  | 23. April 2005 | Monza   | Sand  | Nicolas Devilder | Massimo Bertolini Uros Vico | 7:5, 6:4 |